# Aum Shinrikyo

Biểu tượng của Giáo phái Aum

Aum Shinrikyo (tiếng Nhật: オウム/真理教, Oumu Shinrikyō có nghĩa là Chân lý Tối thượng) hay còn gọi là Aleph (アレフ/Arefu) hay còn được gọi tên tiếng Việt thông dụng là Giáo phái Aum là một phong trào tôn giáo mới của Nhật Bản và giáo phái Ngày tận thế do Asahara Shōkō thành lập vào năm 1987. Giáo phái Aum đã thực hiện Vụ tấn công bằng khí sarin trên tàu điện ngầm Tokyo vào năm 1995 và được phát hiện là thủ phạm gây ra vụ tấn công sarin ở Matsumoto vào năm trước đó, những người thực hiện các cuộc tấn công đã hành sự bí mật, không được các tín đồ bình thường biết đến. Shoko Asahara khẳng định mình vô tội trong một chương trình phát thanh được chuyển tiếp từ Nga và hướng tới Nhật Bản.
Aum Shinrikyo được tách thành Aleph và Hikari no Wa vào năm 2007 và đã chính thức bị một số quốc gia coi là tổ chức khủng bố, bao gồm Nga, Canada, Nhật Bản, Kazakhstan, cũng như Liên minh Châu Âu. Trước đây nhóm này bị Hoa Kỳ liệt vào danh sách tổ chức khủng bố cho đến năm 2022 khi Bộ Ngoại giao Mỹ xác định nhóm này phần lớn không còn tồn tại như một tổ chức khủng bố. Cơ quan Công an Điều tra Nhật Bản (PSIA) xác định Aleph và Hikari no Wa là các nhánh của một "tôn giáo nguy hiểm". Giáo lý của giáo phái này kết hợp cách giải thích cực đoan của nhiều tôn giáo, từ Phật giáo đến Thiên chúa giáo, Aum Shinrikyo gây tranh cãi về những lời tiên tri của ngày tận thế, liên quan đến Thế chiến III do Mỹ khởi xướng. Sau đó, mọi thứ dần trở nên bạo lực, nhóm tham gia vào các hoạt động nguy hiểm và giết hại những thành viên cố gắng rời khỏi tổ chức. Giáo phái Aum chính thức được xác định là một nhóm khủng bố, chịu trách nhiệm về vụ tấn công bằng khí sarin trên năm chuyến tàu trong hệ thống tàu điện ngầm ở Tokyo, giết chết 13 người và ảnh hưởng đến hơn 1.000 hành khách khác vào năm 1995.

## Hoạt động

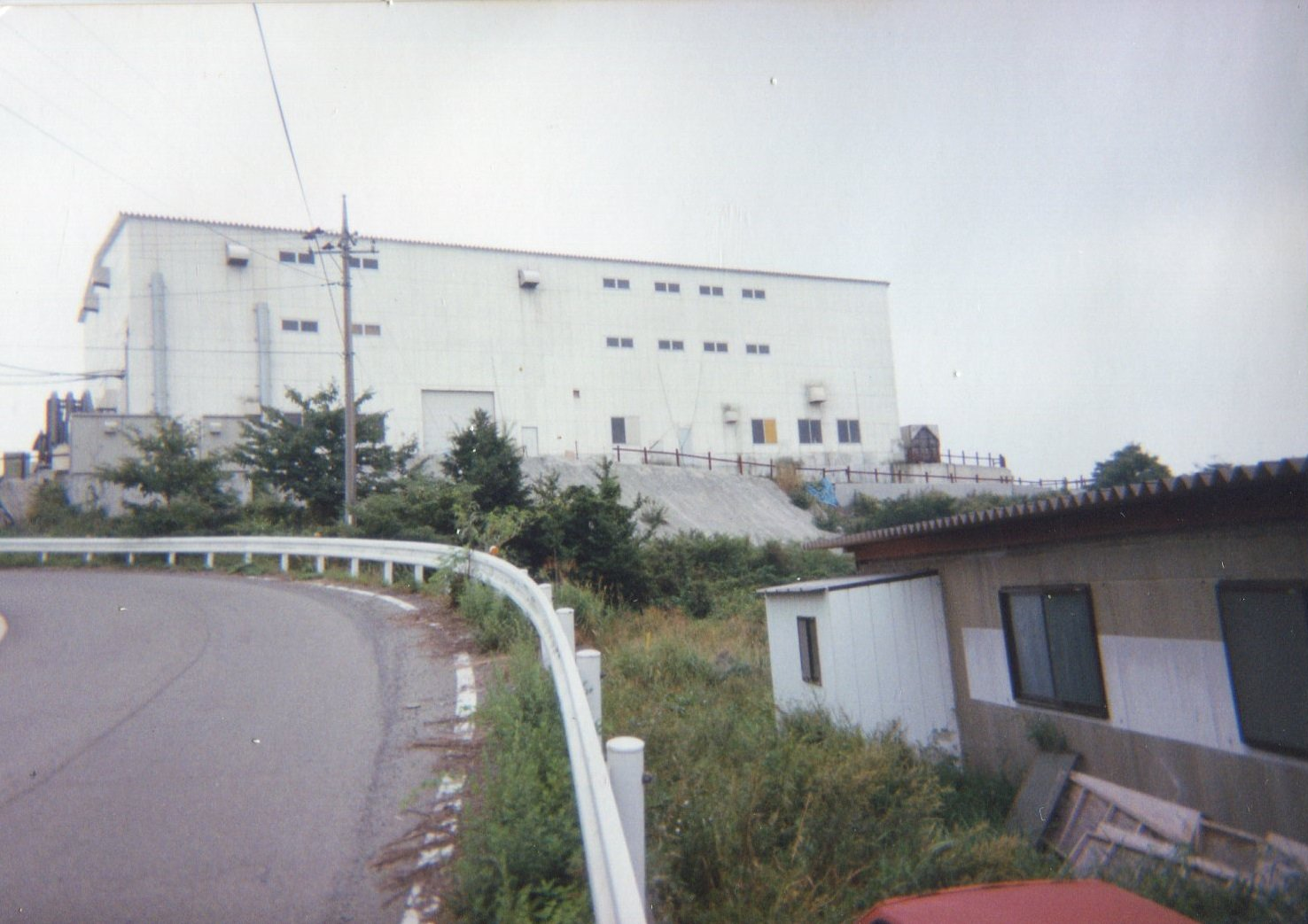
Cơ sở của Aum Shinrikyo ở Kamikuisshiki, 8 tháng 9, 1996

Vào năm 1992, Asahara Shōkō vốn người sáng lập Aum Shinrikyo đã xuất bản một cuốn sách mà trong đó Asahara tuyên bố mình là "Giê-su", bậc giác ngộ duy nhất của Nhật Bản, và được xác định là "Chiên Thiên Chúa". Giáo chủ Asahara đưa ra một lời tiên tri tận thế, bao gồm chiến tranh thế giới thứ ba và mô tả một cuộc xung đột cuối cùng lên đến đỉnh điểm trong một vụ đua hạt nhân Armageddon, lấy thuật ngữ này từ Sách Khải Huyền. Sứ mệnh nhầm lẫn của Asahara là tự cho rằng bản thân ông đang gánh tội lỗi của cả thế giới, và ông tuyên bố ông có thể chuyển giao quyền lực tinh thần cho những người đi theo và giúp loại bỏ những tội lỗi của họ. Asahara cũng thấy những âm mưu đen tối ở khắp mọi nơi của người Do Thái, Hội Tam Điểm, người Hà Lan, Hoàng gia Anh, và các tôn giáo khác của Nhật Bản đang có âm mưu tranh đoạt.
Ban đầu, cảnh sát Nhật Bản đã báo cáo cuộc tấn công này như là cách của giáo phái này nhằm tăng tốc tới ngày tận thế. Bên công tố nói rằng đây là một nỗ lực để hạ bệ chính phủ và đưa Asahara thành "Nhật hoàng" của Nhật Bản. Nhóm bảo vệ Asahara tuyên bố rằng một số thành viên cấp cao của nhóm đã lên kế hoạch tấn công một cách độc lập, nhưng không giải thích động cơ của mình. Aum Shinrikyo bắt đầu cuộc tấn công vào ngày 27 tháng 6 năm 1994 tại Matsumoto, Nhật Bản. Với sự giúp đỡ của một chiếc xe tải lạnh, các thành viên của giáo phái đã xả ra một đám mây khí sarin ở gần nhà của thẩm phán đang xử lý một vụ kiện liên quan đến một vụ tranh chấp về bất động sản, dự đoán sẽ có kết quả chống lại giáo phái này. Do sự kiện này, có tới 500 người bị thương và 8 người đã chết. Sau vụ tấn công tầu điện ngầm bằng khí độc thì Naoko Kikuchi, người đã từng tham gia sản xuất khí sarin, đã bị bắt sau khi bị chỉ điểm vào tháng 6 năm 2012, và Katsuya Takahashi ngay sau đó.
Vào ngày 6 tháng 7 năm 2018, sau khi hết mọi kháng cáo, Asahara và sáu người tử tù đã bị xử tử như hình phạt cho vụ tấn công năm 1995 và các tội ác khác. Sáu tín đồ khác bị xử tử vào ngày 26 tháng 7 năm 2018. Vào lúc 12h10, ngày đầu năm mới 2019, ít nhất 9 người bị thương (một người bị thương nặng) khi một chiếc ô tô cố tình lao vào đám đông đang đón năm mới trên phố Takeshita ở Tokyo. Cảnh sát địa phương đưa tin về việc bắt giữ Kazuhiro Kusakabe, nghi phạm lái xe, người được cho là đã thừa nhận cố tình đâm xe của mình vào đám đông để phản đối việc phản đối án tử hình, cụ thể là để trả thù việc hành quyết các thành viên giáo phái Aum. PSIA đã thông báo vào tháng 01 năm 2015 rằng họ sẽ bị giám sát giáo phái này thêm ba năm nữa. Tòa án quận Tokyo đã hủy bỏ việc gia hạn giám sát Hikari no Wa vào năm 2017 sau những thách thức pháp lý từ nhóm này, nhưng vẫn tiếp tục theo dõi Aleph. Chính phủ đã kháng cáo việc hủy bỏ và vào tháng 2 năm 2019, Tòa án tối cao Tokyo đã lật lại quyết định của tòa án cấp dưới, khôi phục hoạt động giám sát, với lý do không có thay đổi lớn nào giữa Aum Shinrikyo và Hikari no Wa.